# Palácio Nacional da Pena
Palácio Nacional da Pena er et romantisk slot fra 1854 i São Pedro de Penaferrim i Sintra på den Portugisiske Riviera. Slottet står på toppen af en bakke i Sintrabjergene over byen Sintra, og på klare dage kan det ses fra Lissabon og meget af det omkringliggende byområde.
Palácio Nacional da Pena er et nationalmonument, og det er en af de store eksempler på nyromantisme i verden. Paladset er UNESCO verdensarv og et af Portugals syv underværker. Det bliver også brugt til statsarrangementer af Portugals præsident og andre officielle personer i landet.